# Corniche Beirut

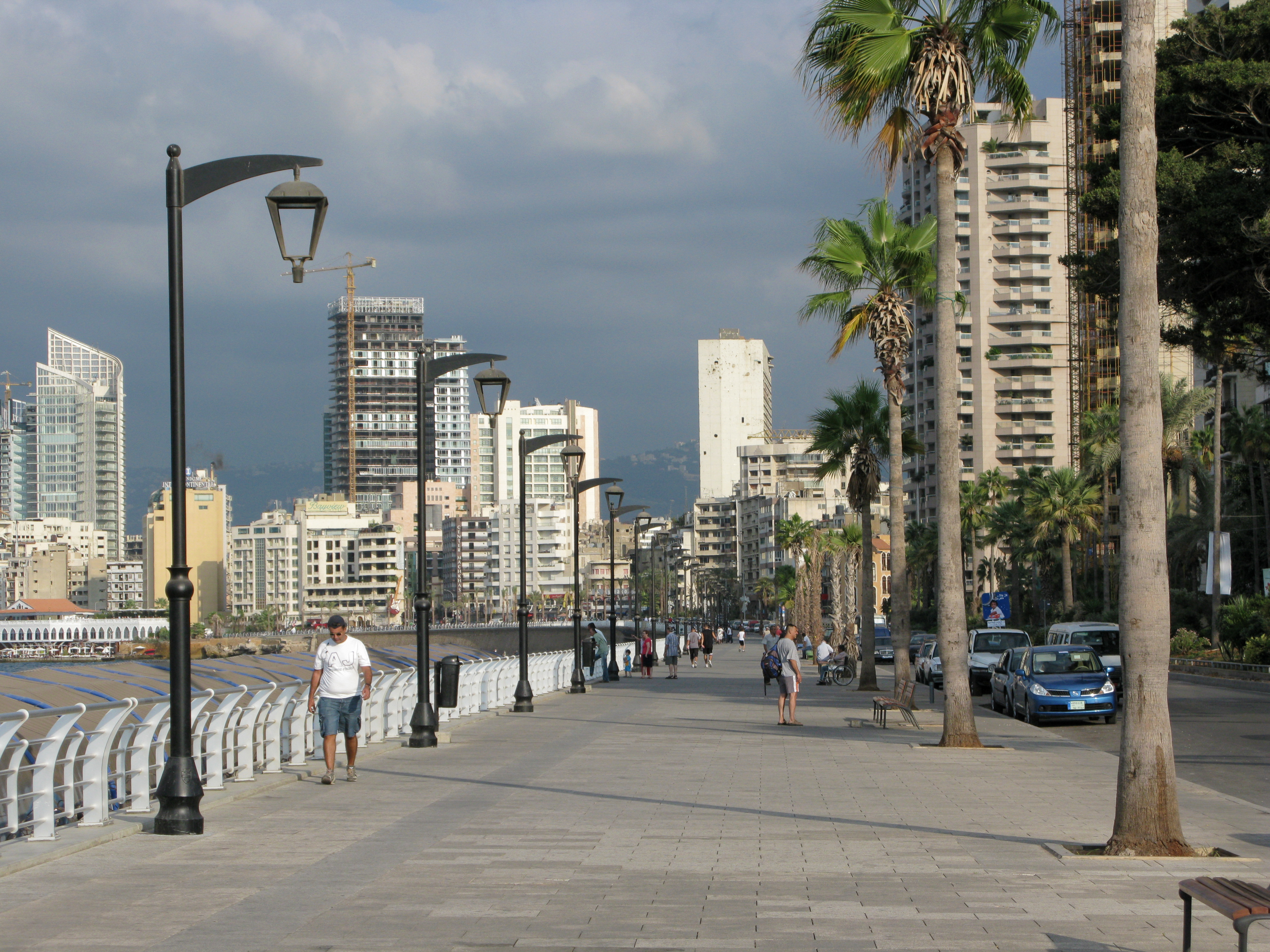
Corniche Beirut

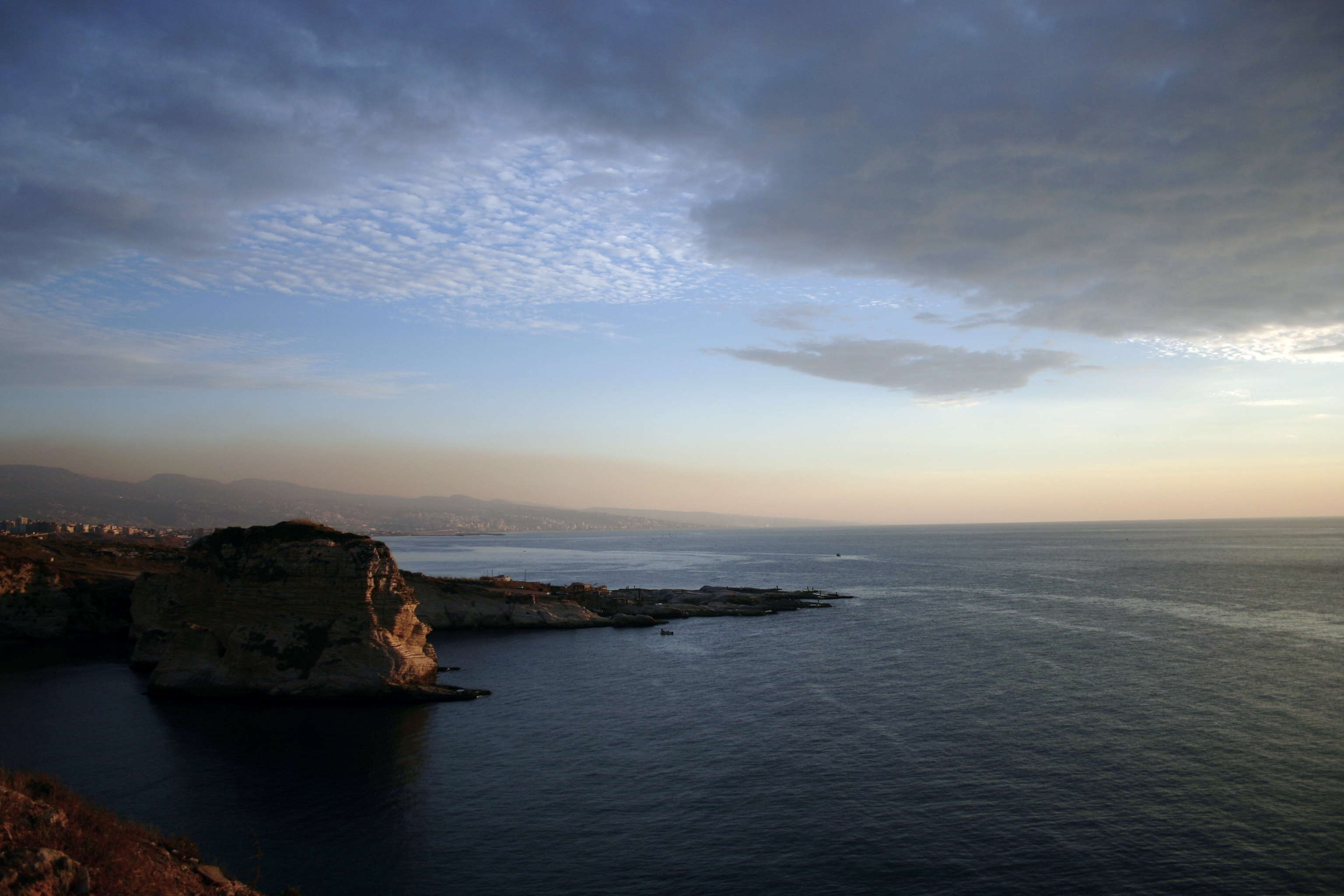
Zachód słońca na Corniche

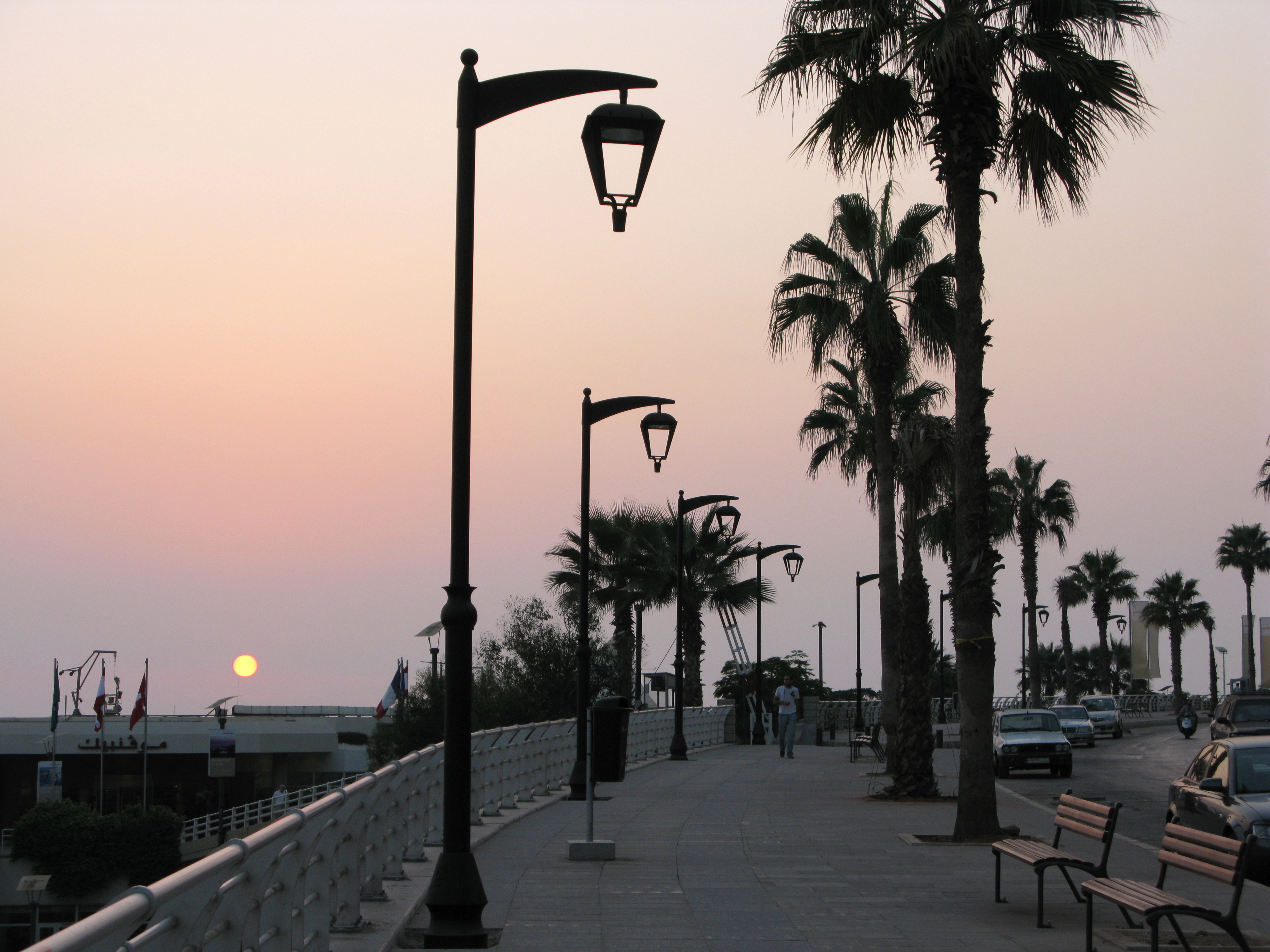
Corniche Beirut

Corniche Beirut – nadmorska promenada w Bejrucie, w Libanie. 
Aleja otoczona jest przez palmy, a dzięki frontowi wodnemu oferuje bardzo dobry widok na Morze Śródziemne oraz szczyty Libanu.
Corniche okrąża przylądek Bejrut od zatoki św. Grzegorza na północnym wybrzeżu poprzez plac Rafiqa Haririego, Raouché po aleję Charles'a de Gaulle'a.
Bulwar jest popularnym celem dla pieszych i rowerzystów. Wzdłuż alei można wejść do jednej z wielu kawiarni oraz spróbować lokalnych przysmaków sprzedawanych z wózków: gorących kasztanów, mrożonych owoców opuncji, prażonych zielonych migdałów oraz chlebków z sezamem. 
Na Corniche znajduje się także wesołe miasteczko.